# Kövessy Róbert
Kövessy Róbert (Győr, 1970. augusztus 21. –) író, publicista, dokumentumfilm-rendező, musical- és forgatókönyvíró, televíziós szerkesztő, Bujtor-díjas filmrendező.

## Életpályája
1988 és 1991 között rendszeresen publikált a  Kisalföld, az Ifjúsági Magazin hasábjain. 1989-ben az Élet és Irodalom költészet napi különszámában szerepelt. 1988 és 1991 között a Palócföld és a Mozgó Világ közölte írásait. 1994-ben diplomázott a SZOTE főiskolai karán, majd elvégezte a Juhász Gyula Tanárképző Főiskola Média szakát. 2003 és 2006 között publicisztikákat jelentetett meg a magyar származású kanadai, volt BBC főszerkesztő, haditudósító: Tom Kennedy  által szerkesztett dunanovapress.hu (dnp.hu) online hírportálon, valamint a Magyar Hírlapban. Publicisztikái jelentek meg Eduardo Rózsa Flores mentorálásával. 2016-ban a Ludwig Múzeum legendás „Rock-tér-idő” kiállításán szerepelt, a Pol Pot megye punkjai c. filmjét a Ludwig filmklub az 5 zenés kultuszfilm közé választotta.
2021-ben a Madách Musical Pályázat döntőjében bemutatott, Olgyay Gábor zeneszerző Hegyikristály című musical darabjába írt lírai, sok esetben társadalom kritikus, egyedi hangnemben és stílussal alkotott dalszövegeivel mutatkozott be először a Madách színpadán, melynek érdemeit a különleges, fúziós (kortárs-világzenei-jazz-artrock) zenei világ mellett a zsűri (Szirtes Tamás igazgató, Müller Péter író, Kocsák Tibor zeneszerző) érdemben külön is méltatta.
2021-ben a Bujtor István Filmfesztiválon Magyar lapát című filmjéért Bujtor-díjban részesült.

## Filmográfia
2000-ben készítette első filmjét, a Pol Pot megye punkjai - CPg című 55 perces, színes dokumentumfilmet, melynek forgatókönyvírója és rendezője. A film 2000-ben részt vett a Magyar Játékfilmszemlén, jelölve volt Kamera Hungária díjra.
2001-ben készült el a Punktérítő – a Közellenség című 50 perces színes dokumentumfilmje, melynek forgatókönyvírója és rendezője. Ez a film is szerepelt a Magyar Játékfilmszemlén, illetve jelölve volt Kamera Hungária díjra.
2001-ben készítette a Tetemre hívás című 13 perces dokumentumfilmet, amely szerepelt a Millenniumi Tudományos Filmszemlén.
2004-ben Belovai Istvánról, az egykori londoni katonai attaséról ( aki a Nyugat-Németországban állomásozó amerikai csapatok orosz kémbandáját  - Conrad - leplezte le) készített portréfilmet (Hír Tv).
2016-ban Pesti lányok címmel forgatott filmet az 56-os hős forradalmár nőkről, lányokról, asszonyokról, amelyet az URÁNIA Nemzeti Filmszínház díszbemutatóval tűzött műsorára 2017. október 23-án, a nemzeti ünnep estéjén. Munkásságáért, példamutató nemzeti elkötelezettségéért, hazaszeretetéért az 1956-os Magyar Szabadságharcosok Világszövetségétől 56-os hűség a Hazához Érdemkereszt-et vehetett át. A filmet nagy sikerrel vetítették több vidéki városban, majd Londonban, a Szent István Házban is.
2020 januárjában szintén az Urániában mutatták be a Magyar lapát (Kocsmajaj) című portréját Wichmann Tamásról, a kenukirályról, ahol vastaps köszöntötte a filmet és a már kórházból kilátogató, súlyos beteg sportlegendát. 

## Filmbemutatók, fesztiválok
- 2000: Sziget Fesztivál,
- Toldi mozi, Hunnia mozi, ART mozi Miskolc, Rómer Ház Győr
- 2001: Doku’ Filmfesztivál Cirko-Gejzir mozi
- I. Soho Film És Fesztivál, Bp. Ráday utca,
- VOLT Fesztivál
- 2010: Rothadó Új Hullám Fesztivál (Pécs, NemArt Galéria 2010. szeptember)
- Rendszerváltó punkok fesztiválja (Bp. Gödör Klub 2010. október)
- TRANZIT program, Tranzit Ház, Kolozsvár[10]
- 2017, 2020: URÁNIA Nemzeti Filmszínház[11]
- 2020: Bukaresti Magyar Filmhéthttps://www.origo.hu/filmklub/20201109-megkezdodott-a-14-bukaresti-magyar-filmhet.html
- 2020: Alter-Native Nemzetközi Filmfesztivál (Marosvásárhely) https://www.origo.hu/filmklub/20201001-roman-es-magyar-jatekfilmeket-is-vetitenek-a-28-alternative-nemzetkozi-rovidfilmfesztivalon.html
- 2021 Bujtor István Filmfesztivál (Balatonszemes) Bujtor díjas https://kultura.hu/veget-ert-a-xii-bujtor-istvan-filmfesztival-%E2%88%92-ime-az-idei-dijazottak/ Archiválva 2022. július 29-i dátummal a Wayback Machine-ben

## Televíziós szerkesztői, rendezői munkássága
- 1998-2000: MTV Ifjúsági műsorok szerkesztősége: rendező asszisztens (Ernyő)

Közéleti műsorok szerkesztősége: szerkesztő, rendező (Zóna, Tükörkép)
- 2000-2003: Profilm Média Kft: szerkesztő, rendező. Szociológiai, szociálpolitikai, zenei

Dokumentumfilmek televíziós műsorok számára (Théma, Háló)
- 2003-2006: Hír Tv : szerkesztő, rendező (Keresztmetszet)
- 2006-tól szabadúszó, publicista, független alkotó

## Megjelent kritikák
- Bakáts Tibor Settenkedő: Légy Tilos![12]
- Para-Kovács Imre: Mindent megeszünk Magyar Narancs 2000/03
- Végh Attila Tisza: Anarchia, nosztalgia, Demokrata 2000/17
- Vágvölgyi B. András: A Komócsin Milu-revu.[13]
- Földvári Katalin: Filmszemlén a Punktérítő, Hetek, V. évf. 6. szám, 2001/o2
- Szőnyei Tamás: Pogo a könyvespolc előtt.[14]
- Pernecker Dávid: Szelektív amnézia, Apertúra magazin, 2014/o5
- https://nullahategy.hu/forradalmak-alkonya-interju-kovessy-robert-filmrendezovel-pesti-lanyok-es-pol-pot-megye-punkjai-alkotojaval/ Archiválva 2021. október 26-i dátummal a Wayback Machine-ben
- https://hirklikk.hu/bulvar/kettetort-kenulapat/360257 Archiválva 2020. november 24-i dátummal a Wayback Machine-ben
- https://magyarnemzet.hu/kultura/korrajz-evezolapattal-es-gitarral-7667039/
- https://pestisracok.hu/langolo-hittel-kuzd-a-sulyos-betegseg-ellen-kovessy-robert-rendezovel-beszelgettunk-wichmann-tamasrol-a-kenukiralyrol/ Archiválva 2020. április 6-i dátummal a Wayback Machine-ben
- http://kajakkenusport.hu/hir/konnyes-vastaps-a-kenukiralynak/
- https://fidelio.hu/vizual/nezze-meg-a-wichmann-tamasrol-szolo-dokumentumfilmet-152695.html